# Raymond Poulton
 (octobre 2018).
Pour les articles homonymes, voir Poulton.

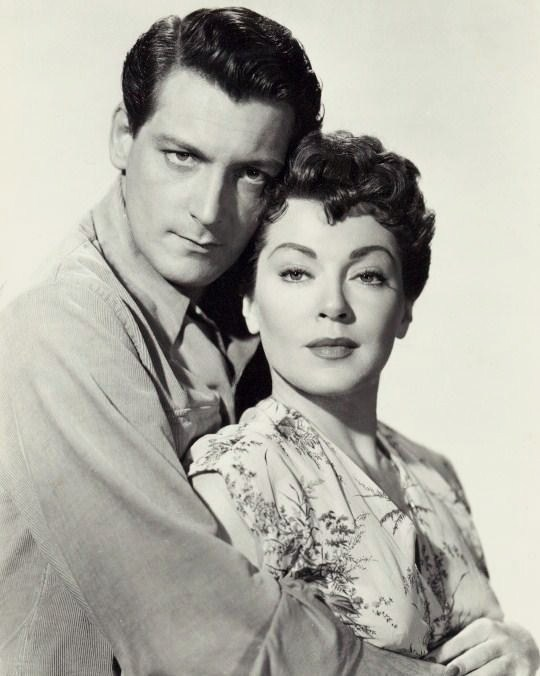
La Flamme et la Chair (1954),
avec Carlos Thompson et Lana Turner

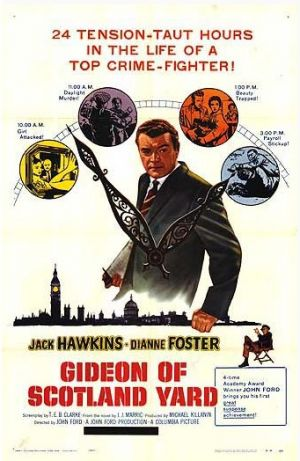
Inspecteur de service (1958)

Raymond Poulton, né le 22 mai 1916 dans le Middlesex (Angleterre) et mort courant 1992 en Espagne (état-civil à préciser), est un monteur anglais.

## Biographie
Durant sa carrière, Raymond Poulton est monteur au cinéma sur quarante films (majoritairement britanniques ou en coproduction) sortis entre 1947 et 1982, dont Édouard, mon fils de George Cukor (1949), Les Quatre Plumes blanches de Terence Young et Zoltan Korda (1955), Barabbas de Richard Fleischer (1961) et L'ouragan vient de Navarone de Guy Hamilton (1978).
S'ajoute sa contribution pour la télévision britannique ou américaine à trois séries, les deux premières en 1965-1966, la troisième en 1977.

## Filmographie

### Cinéma (sélection)
- 1949 : Édouard, mon fils (Edward, My Son) de George Cukor
- 1950 : Son grand amour (My Daughter Joy) de Gregory Ratoff
- 1954 : Voyage au-delà des vivants (Betrayed) de Gottfried Reinhardt
- 1954 : La Flamme et la Chair (Flame and the Flesh) de Richard Brooks
- 1955 : Les Quatre Plumes blanches (Storm Over the Nile) de Terence Young et Zoltan Korda
- 1955 : La Princesse d'Eboli (That Lady) de Terence Young
- 1956 : Port Afrique de Rudolph Maté
- 1956 : Invitation à la danse (Invitation to the Dance) de Gene Kelly
- 1957 : Pour que les autres vivent (Seven Waves Away) de Richard Sale
- 1958 : Inspecteur de service (Gideon's Day) de John Ford
- 1958 : Chef de réseau (The Two-Headed Spy) d'André de Toth
- 1959 : La Souris qui rugissait (The Mouse That Roared) de Jack Arnold
- 1961 : Scotland Yard contre X (The Secret Partner) de Basil Dearden
- 1961 : Les Canons de Navarone (The Guns of Navarone) de J. Lee Thompson
- 1961 : Barabbas (Barabba) de Richard Fleischer
- 1962 : L'Arsenal de la peur (La città prigioniera) de Joseph Anthony
- 1966 : Les Voyages de Gulliver (The 3 Worlds of Gulliver) de Jack Sher
- 1968 : Le Cercle de sang (Berserk!) de Jim O'Connolly
- 1968 : La Déesse des sables (The Vengeance of She) de Cliff Owen
- 1969 : L'Or de MacKenna (Mackenna's Gold) de J. Lee Thompson
- 1970 : Les Baroudeurs (You Can't Win 'Em All) de Peter Collinson
- 1971 : Thriller (Fright) de Peter Collinson
- 1973 : Vivre et laisser mourir (Live and Let Die) de Guy Hamilton
- 1974 : L'Homme au pistolet d'or (The Man With the Golden Gun) de Guy Hamilton
- 1975 : La Nuit de la peur (The Spiral Staircase) de Peter Collinson
- 1978 : L'ouragan vient de Navarone (Force 10 from Navarone) de Guy Hamilton
- 1979 : La Percée d'Avranches (Steiner – Das Eiserne Kreuz, 2. Teil) d'Andrew V. McLaglen

### Télévision (intégrale)
- 1965-1966 : Court martiale (en) (Court Martial), quatorze épisodes
- 1966 : The Man Who Never Was (en), quatre épisodes
- 1977 : Once Upon a Classic (en), un épisode